# Jean-Luc Moerman
Jean-Luc Moerman est un artiste belge né à Bruxelles le 5 juillet 1967 .